# Förlaget Filadelfia
Förlaget Filadelfia är den svenska pingströrelsens (Filadelfias) bokförlag, som alltsedan 1910-talet givit ut predikningar, romaner, biografier och annan kristen litteratur. 1973 övertogs förlaget av Tidnings AB Dagen. och sedan 1990-talet ingår Förlaget Filadelfia i Dagengruppens verksamhet.